# Ghiacciaio Olentangy
Il ghiacciaio Olentangy (in inglese Olentangy Glacier) è un ghiacciaio situato nell'entroterra della costa di Bakutis, nella parte occidentale della Terra di Marie Byrd, in Antartide. Il ghiacciaio, il cui punto più alto si trova 1603 m s.l.m., fluisce in direzione sud a partire dal versante sud-occidentale della catena Wisconsin, in particolare da un punto a sud-est della mesa Sisco, fino ad unire il proprio flusso dapprima a quello del ghiacciaio McCarthy e poi a quello del ghiacciaio Reedy, a sud del monte McNaughton, pochi chilometri a sud dalla riva della costa di Gould.

## Storia
Il ghiacciaio Olentangy è stato mappato dallo United States Geological Survey grazie a ricognizioni terrestri dello stesso USGS e a fotografie aeree scattate dalla marina militare statunitense nel periodo 1960-64; esso è stato poi così battezzato dal Comitato consultivo dei nomi antartici su proposta della spedizione del 1964-65 sulle montagne di Horlick dell'Università statale dell'Ohio, che appunto propose questo nome in onore del fiume Olentangy, che scorre attraverso il campus dell'università.